# Dryobius
Dryobius is een kevergeslacht uit de familie van de boktorren (Cerambycidae). De wetenschappelijke naam van het geslacht werd voor het eerst geldig gepubliceerd in 1850 door LeConte.

## Soorten
Dryobius omvat de volgende soorten:
- Dryobius miocenicus Beutenmüller & Cockerell, 1908
- Dryobius sexnotatus Linsley, 1957